# صعب سونيت

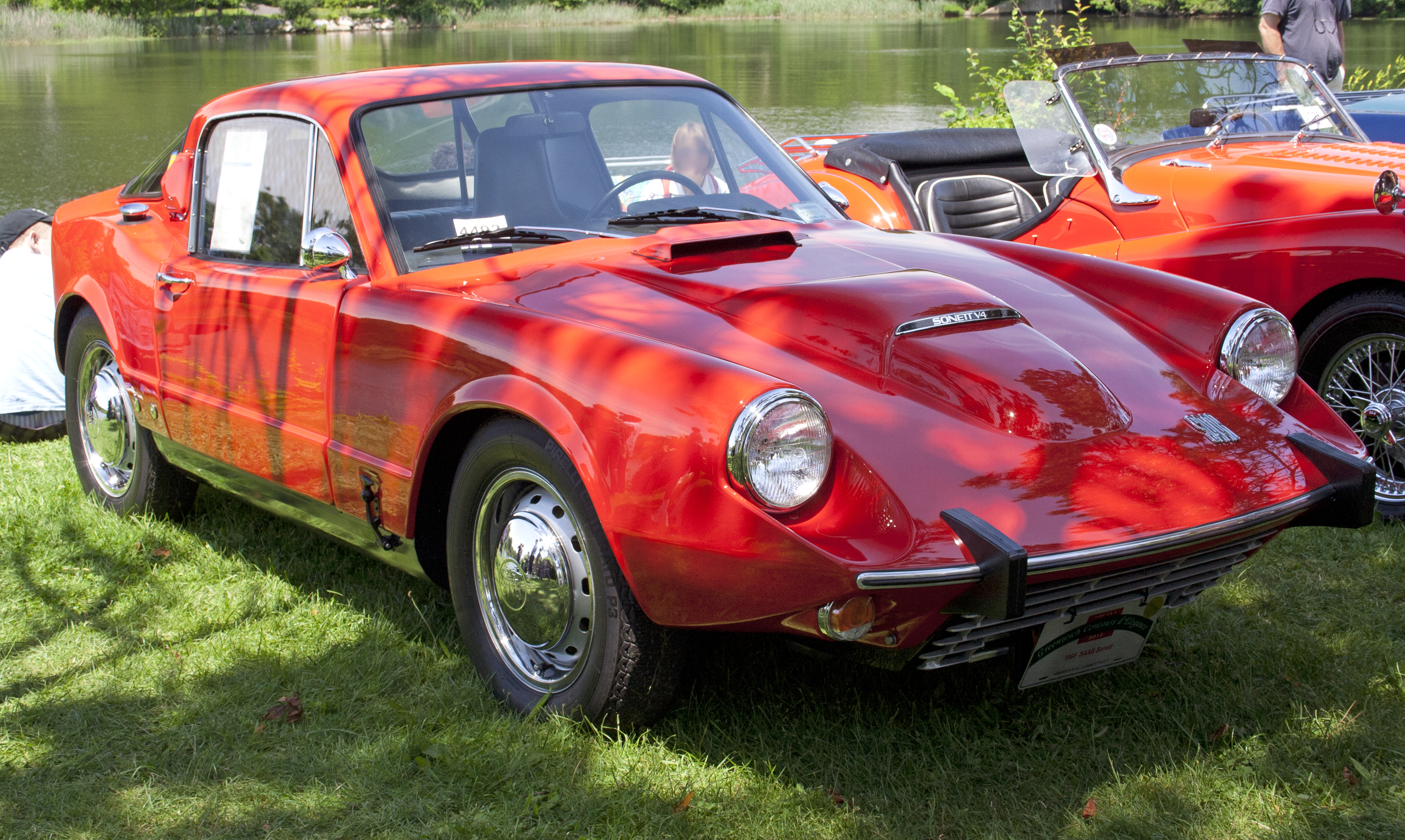
1968 ساب سونيت V4

سيارة صعب سونيت هي سيارة صنعت بين  عام 1955م  و 1957م، وأعيد تصنيعها بين عام 1966م  و 1974م  بواسطة شركة صعب السويدية.شاركت سونيت المحركات والمكونات الأخرى مع سيارات صعب 93 وصعب 95و96 من نفس العصر.ولقد كانت مخصصة بشكل أساسي لسوق التصدير الأمريكي المربح ولم يتم تقديمها إلى السوق المحلية  السويدية إلا بشكل متقطع (موديل 1968 و1972).
كان النموذج الأول المعروف الآن باسم سونيت I ، وهي عبارة عن سيارة سباق رودستر ذات مقعدين، ومفتوحة السقف، وخفيفة الوزن، والتي تطورت بعد عدة سنوات إلى طرازات سونيت الموزعة تجاريا وهي سونيت II وسونيت III وسونيت V4.
سونيت  I
في الخمسينيات من القرن الماضي، صمم رولف ميلدي - مطور محركات صعب وعشاق السباق  جنبًا إلى جنب مع لارس أولوف أولسون، وأولي ليندكفيست، وجوتا سفينسون، نموذجًا أوليًا للطريق بمقعدين في حظيرة في أوساكا، بالقرب من ترولهاتان (مقر صعب الرئيسي منشأة التصنيع) أصبح مشروع البحث والتطوير محدود بميزانية إجمالية قدرها 75000 كرونة سويدية فقط  معروفًا باسم سونيت وهو اسم مشتق من العبارة السويدية Så nätt den är ("كم هو أنيق"، أو بالمعنى الحرفي للكلمة "إنه كذلك" مرتب").
تم تقديم صعب سونيت، المعروف أيضًا باسم سوبر سبورت أو صعب 94، في 16 مارس 1956 في بيلسالونج في ستوكهولم (معرض للسيارات). تتميز بمحرك ثنائي الأشواط 748 سم مكعب ذو ثلاث أسطوانات يولد 57.5 حصانًا (42.9 كيلو واط) وشاصي من الألمنيوم على شكل صندوق 70 كجم (150 رطلاً) من المصمم السويدي سيكستين ساسون، سونيت I  كان متقدمًا منخفض الوزن 600 كجم (1323 رطل) المتسابق على أساس مفاهيم تصميم الطائرات.
مع سرعة قصوى متوقعة تبلغ 120 ميلاً في الساعة (190 كم / ساعة)، كان لدى سونيت  I فرصة للنجاح على حلبة السباق الأوروبية، وتم التخطيط لإنتاج 2000 وحدة لعام 1957. ومع ذلك، تغيرت قواعد المنافسة السباق، مما سمح بالتعديل سيارات الإنتاج في فصول السباق التي تصورها صعب من أجل سونيت المصمم لهذا الغرض، وتلاشت الجدوى الاقتصادية والتسويقية للمشروع.
تم تصنيع ست سيارات سونيت  I فقط بين عامي 1955 و 1957، جميعها RHD. كان النموذج الأولي هو الأصلي، المعروف باسم "# 1" والذي تم بناؤه بهيكل مصنوع يدويًا من البلاستيك المقوى بالزجاج (أو «الألياف الزجاجية») بمثابة النموذج المرجعي للسيارات الخمس الأخرى. مركبة نادرة للغاية، اثنتان فقط من سوناتا موجودة في الولايات المتحدة وواحدة كانت في مجموعة GM Heritage Center.
في سبتمبر 1996، حطم سائق الرالي إريك كارلسون الرقم القياسي السويدي لفئة المحرك أقل من 750 سم مكعب بسرعة 159.4 كم / ساعة (99.0 ميل في الساعة) في النموذج الأولي الأصلي "# 1" من سونيت  I المستعاد.
سونيت II
في أوائل الستينيات، اقترح بيورن كارلستروم  بشكل مستقل، وهو رسام الطائرات والسيارات  ووالتر كيرن،  مهندس في معهد ماساتشوستس للتكنولوجيا، سيارة رودستر ذات مقعدين مع مكونات سيارة  صعب ومحرك ثنائي الأشواط يسمى «الصرد». تم تطوير نموذجين أوليين: صعب  MFI13 بواسطة مالمو لصناعة الطائرات، وصعب كاثرينا بواسطة سيكستين ساسون.
بعد بعض التعديلات، تم وضع MFI13 في إنتاج محدود (28 وحدة) في عام 1966 باسم سونيت II، تم تصنيعه في أكتيبولاجيت السويدية لورش السكك الحديدية (ASJ) في أرلوف. داخل صعب، تم تخصيصه للنموذج 97 تم تجميع 230 وحدة أخرى في عام 1967، ولكن نظرًا لأن المحرك ثنائي الشوط أصبح غير قادر على المنافسة بشكل متزايد في سوق الولايات المتحدة، تم التحول إلى محرك فورد تاونوس V4 في منتصف إنتاج عام 1967 العام، وتم تغيير اسم الطراز إلى سونيت V4. بغض النظر عن المحرك ونظام الدفع ذي الصلة، فإن سونيت II وسونيت V4 يشتركان في الكثير من مكوناتهما. يتطلب الوزن الإضافي بعض التعزيز للهيكل وقطع التعليق، وكانت العجلات أعرض بمقدار نصف بوصة من الوحدات ذات الأربع بوصات المستخدمة في سونيت II. ما يقرب من 50 في المائة من إنتاج سونيت II قد نجا أو تم الحفاظ عليه أو صيانته من قبل المتاحف وهواة الجمع وعشاق السباق.
مثل نموذج  سونيت I الأولي، تم تثبيت جسم سونيت  II المصنوع من الألياف الزجاجية تم تثبيته بهيكل من النوع الصندوقي مع قضيب لف مضاف لدعم الجزء العلوي الصلب. يتوقف قسم غطاء المحرك الأمامي بالكامل إلى الأمام للسماح بسهولة الوصول إلى المحرك وناقل الحركة والتعليق الأمامي. مجهزة بمحرك ثلاثي الأسطوانات ثنائي الأشواط يولد 60 حصانًا (44 كيلو واط، 59 حصانًا)، حققت سونيت II وقتًا من 0 إلى 100 كم / ساعة (0-62 ميل في الساعة) لمدة 12.5 ثانية، مع سرعة قصوى تبلغ 150 كم / ساعة (93 ميلا في الساعة). تم استخدام محرك اليد اليسرى لجميع (LHD)سونيت IIs.
صُممت سيارة سونيت II لتكون سيارة سباق، وتنافست بنجاح ضد سيارات أوروبية صغيرة أخرى، بما في ذلك أوستن-هيلي سبرايت وتريومف سبيتفاير، في سباقات نادي السيارات الرياضية الأمريكية (SCCA) في تلك الفترة. بسبب انخفاض حجم الإنتاج، تم استبعاد سونيت IIs من بعض المسابقات. بحلول عام 1967، فشل المحرك ثنائي الشوط في تلبية معايير التحكم في الانبعاثات الأمريكية. في عام 2011، حققت سونيت  II ثنائية الأشواط 109 أميال في الساعة (175 كم / ساعة) في بونفيل سولت فلاتس. من بين 28 سونيت IIs التي تم تصنيعها في عام 1966، تم تجهيزها جميعًا بمحركات 841cc ثلاثية الأسطوانات ثنائية الأشواط. أنتجت شركة ساب الأرقام التسلسلية من 29 إلى 258 بمحرك ثنائي الشوط، وكان الرقم التسلسلي 259 أول شركة سونيت تمتلك محرك V4.
سونيت II  تحتوي على  جميع عمليات نقل حركة على عجلة حرة يمكن تعشيقها وفصلها أثناء الحركة عبر مقبض سحب لأسفل بالقرب من دواسة الوقود. كانت العجلة الحرة مطلوبة في محركي صعب العاديين (محركات المضخات غير الزيتية) ولكن ليس في محركات السباق التي تحتوي على نظام حقن زيت يتم تغذيته من خزان إمداد، ولا في سونيت V4 نظرًا لأنه يحتوي على محرك رباعي الأشواط مع التشحيم بالضغط المعاد تدويره المشترك.
كان محرك شكودا ÚVMV 1100 GT مبنيًا على سونيت II.
سونيت V4
عندما بدأت صعب في استخدام محرك فورد تاونوس V4 في طرازات 95 و 96 ومونت كارلو، أصبحت ترقية سونيت II ذات الحجم المنخفض مجدية اقتصاديًا. تم تقديم سونت V4 بمحرك فورد V4 سعة 1500 سم مكعب في منتصف عام 1967 طراز عام يبدأ بالرقم التسلسلي 259. وكان هناك حاجة لغطاء جديد «انتفاخ»، صممه جونار أ.سجوجرن، لتنظيف محرك V4 الأكبر، مع توازن طفيف لليمين لتجنب إعاقة رؤية السائق. شكل غطاء المحرك غير المتماثل هذا، الذي انتقده كل من صحافة السيارات وداخل صعب نفسها، ساهم في الدافع لإعادة تصميم سونيت III 1970.
أنتج محرك فورد V4 65 حصانًا (48 كيلوواط)، و- جنبًا إلى جنب مع هيكل السيارة خفيف الوزن وبنية الألياف الزجاجية - سمح لطراز V4 بالتسارع من 0 إلى 100 كم / ساعة (0 إلى 62 ميل / ساعة) في 12.5 ثانية، مع أعلى بسرعة 160 كم / ساعة (99 ميلاً في الساعة). كانت لوحة القيادة في V4 باللون الأسود المجعد، على عكس اللوحة الخشبية المستخدمة في سونيت II.
بعد الحجم المنخفض لسونيت IIs 1966-67، عززت صعب إنتاج سونيت V4 لتلبية الحد الأدنى من متطلبات SCCA ، حيث جمعت 70 وحدة في العام الانتقالي 1967، و 900 وحدة في 1968، و 640 وحدة في آخر سنة إنتاج 1969 - بإجمالي 1610 مركبة سونيت V4. يمكن التعرف على طرازات عام 1969 من خلال ظهور المقاعد الأطول وبوجود غطاء لحجرة القفازات، في حين تم جعل السخان أكثر كفاءة إلى حد ما.
بينما تم تجميع سونيت V4 في السويد، تم تصدير الإنتاج بالكامل تقريبًا إلى الولايات المتحدة، مع MSRP يتراوح بين 3200 دولار أمريكي و 3800 دولار أمريكي (22310 دولارًا أمريكيًا إلى 26493 دولارًا أمريكيًا بدولارات اليوم). بالإضافة إلى هيكلها غير العادي المصنوع من الألياف الزجاجية، تميزت سونيت V4 بميزات أمان متقدمة ليومها، بما في ذلك قضيب التدحرج، وأحزمة أمان ثلاثية النقاط، ومقاعد دلو عالية الظهر للحماية من التعرض للإصابات. تتميز سونيت V4s أيضًا ببعض الشذوذ مقارنة بالسيارات الرياضية الأمريكية القياسية على سبيل المثال كورفيت، مثل الدفع بالعجلات الأمامية؛ القابض الحر الذي يتم فصله تلقائيًا عندما لا يتم الضغط على دواسة الوقود، ومقبض مثبت على عمود، بدلاً من ناقل حركة نموذجي مثبت على الأرض.
على الرغم من تسويق صعب الباهت، والميزات غير العادية، والتصميم الغريب، وجدت سونيت V4 سوقًا متخصصة في الولايات المتحدة، مدفوعة بأداء سباقات SCCA الناجحة لـسونيت II. وكان منافسوها الأساسيون هم سيارات الطرق البريطانية، بما في ذلك MG Midget و MG MGB ، و Triumph TR5 ، و TVR Grantura ، و Austin-Healey Mark IV.
دفع قانون الهواء النظيف لعام 1970 إلى إجراء تعديلات هندسية على نظام التحكم في انبعاثات فورد V4 والتي كان من الصعب التوفيق بينها وبين نمط جسم سونيت II  V4  / الذي أدى بعد ذلك إلى إعادة تصميم سونيت III.
سونيت III
قام سيرجيو كوجيولا بإعادة تصميم 1970 لـسونيت V4 ، المسمى سونيت III ، لكن جونارأ.سجوجرن قام بتغييره ليناسب الهيكل الحالي دون تغييرات باهظة في خط التصنيع. استبدل زجاج النافذة الخلفية بباب فتحة لمقصورة سونيت II / V4. مع التفويض بغطاء محرك «غير منتفخ»، تطورت فتحة حجرة المحرك إلى لوحة أمامية منبثقة صغيرة، مما أدى إلى وصول محدود أكثر من سونيت V4. تطلبت أعمال المحرك المكثفة إزالة قسم غطاء المحرك الأمامي بالكامل.
للمساعدة في تكييف السيارة مع أذواق السوق الأمريكية، تميزت سونيت III بوجود ناقل حركة مثبت على الأرض (بدلاً من ناقل الحركة سونيت V4 المثبت على العمود) وتكييف هواء اختياري مثبت من قبل الوكيل. تم تشغيل المصابيح الأمامية المخفية في سونيت III يدويًا باستخدام رافعة. تطلبت لوائح السلامة الأمريكية مصدات جديدة مقاومة للصدمات منخفضة السرعة بعد عام 1972، مما ينتقص بشكل كبير من تصميمها المستوحى من الطراز الإيطالي. جميع سونيت III كانت LHD.
في حين أن عامي 1970 و 1971 كانا في البداية نفس محرك فورد تاونوس V4 سعة 1500 سم مكعب مثل محرك سونيت V4 ، فإن متطلبات التحكم في الانبعاثات قللت من القدرة الحصانية المتاحة. في السنوات النموذجية من 1971 إلى 1974 من سونيت III استخدمت فورد cc1700 V4 ، ولكن لتلبية اللوائح الفيدرالية الصارمة بشكل متزايد، ظل صافي إنتاج الطاقة كما هو الحال مع محرك 1500 سم مكعب، عند 65 حصانًا (48 كيلو واط). ومع ذلك، تسارعت سونيت III من 0-100 كم / ساعة (0-62 ميل في الساعة) في 13 ثانية، و- بسبب نسبة التروس التفاضلية الأعلى (42 سنًا على الترس الحلقي و 9 أسنان على الترس الصغير) عن المعيار 95/96 ناقل حركة (39: 8) - حقق سرعة قصوى تبلغ 165 كم / ساعة (103 ميل في الساعة)، بمساعدة معامل سحب يبلغ 0.31 قرص مضغوط.
أدت المبيعات المخيبة للآمال، خاصة خلال أزمة النفط عام 1973، إلى إنهاء صعب للإنتاج في عام 1974. تم تصنيع مجموعه سونيت IIIs 8368 بين عامي 1970 و 1974.
استخدمت صعب جسم سونيت III الأصلي أيضًا لاختبار بناء مدعوم بمحرك بخاري. نجت إحدى السيارات التجريبية وكانت معروضة في مزاد بمدينة ستوكهولم في يوليو 2019.
المراجع
1- نيبلاد، فريدريك (مايو 2018). «ليك ميد ميج!» [العب معي!]. كلاسيكر (بالسويدية). المجلد. 15 لا. 5. ستوكهولم، السويد: OK Förlaget AB. ص. 35.
2. "Sportbilen: Saab Sonett fyller 50". Sportbilen.se. 13 أكتوبر 2006. مؤرشفة من الأصلي في 25 يوليو 2011. تم الاسترجاع 29 يوليو 2011.
3. "1985 USA Sonett I pictures". Webmiscellany.net. 9 أبريل 2011. تم الاسترجاع 29 يوليو 2011.
4. «جنرال موتورز | الصفحة الرئيسية للتاريخ والتراث». GM. مؤرشفة من الأصلي في 22 أغسطس 2008. تم الاسترجاع 9 مايو 2009.
5. "1956 Saab Sonett Super Sport Images، Information and History (Model 94)". كونسبت كارز. Conceptcarz.com. تم الاسترجاع 9 مايو 2009.
6. «بداية صعب سونيت». كيف يعمل السخافات. تم الاسترجاع 9 مايو 2009.
7. SaabSonett.org. "SaabSonett.org". SaabSonett.org. تم الاسترجاع 9 مايو 2009.
نيبلاد، ص. 34
8. "1967 Saab Sonett II Information and History". كونسبت كارز. Conceptcarz.com. تم الاسترجاع 9 مايو 2009.
9.inside.saab.com أرشفة 3 نوفمبر 2011 في آلة Wayback ...
11. «جميع موديلات الولايات المتحدة 95 و 96 و 97 كانت، اعتبارًا من خريف عام 1970، مجهزة بمحرك V4 سعة 1.7 لترًا. ظل الخرج كما كان من قبل: 65 حصانًا.»، جونار أ. طريق صعب '.
12- أوكتيونهوسيت كولون